# Ercole Baldini
Ercole Baldini (n. 26 ianuarie 1933, Forlì, Italia – d. 1 decembrie 2022, Forlì, Italia) a fost un ciclist de performanță ce a reprezentat Italia, medaliat olimpic. A participat la o ediție a Jocurilor Olimpice (1956) în care a câștigat o medalie de aur.